# پیتر وارد (دیرین‌شناس)
 پیتر وارد (انگلیسی: Peter Ward؛ زادهٔ ۱۹۴۹) یک دانشمند در زمینه دیرینه‌شناسی، زیست‌شناسی، و اخترزیست‌شناسی اهل ایالات متحده آمریکا است.